# Солдатов, Александр Валерьевич
Алекса́ндр Вале́рьевич Солда́тов (род. 17 июля 1972, Москва, СССР) — российский и украинский журналист и публицист, религиозный обозреватель. В прошлом главный редактор информационно-аналитического интернет-портала «Портал-Credo.ru»/Credo.Press (2002—2022). Член Украинской ассоциации религиоведов. Интересуется новейшей историей Русской православной церкви и альтернативного православия. Обозреватель «Новой газеты».
Секретарь Архиерейского совещания Российской православной автономной церкви.

## Биография
Вырос в атеистической семье в Москве. По собственным воспоминаниям, «в 1980-е годы, в подростковом возрасте, у меня появились какие-то интуитивные запросы, выходящие за рамки официальной философии тех времён. Сначала я пришёл к выводу о том, что советская система ценностей является насквозь лживой, лицемерной и циничной, что истинные ценности нужно искать где-то за пределами этой системы. Примерно к 13-14 годам я себя осознал как человека критически и даже враждебно настроенного к советской власти, не воспринимающего господствующего лицемерного официоза. Собственно, через эти антисоветские убеждения и пролегал мой путь к вере, поскольку Церковь в те времена в Москве была единственным легальным институтом, который не был обязан разделять коммунистическую идеологию. <…> Начались активные поиски, я стал покупать атеистическую литературу, которая тогда была доступна в магазинах в качестве единственного источника знаний о религии, поскольку собственно религиозная литература была на тот момент закрыта в „спецхранах“. Парадоксально, но свои первые познания о христианстве я получил из „Настольной книги атеиста“. Затем началась перестройка, в Москве стали открывать всевозможные экспериментальные классы для старшеклассников. Я нашёл и для себя один такой ̶ класс с углублённым изучением истории и обществоведения. Там впервые мне удалось встретиться с верующими ребятами моего возраста, до этого я не знал верующих людей вообще. Они помогли мне сделать сознательный выбор, принять крещение. <…> При содействии Андрея Кураева я получил первые рукописные, машинописные книги, издания, которые позволили мне намного больше разобраться в богослужении и катехизисе. Уже через год после знакомства с этим молодым семинаристом я сам стал преподавать катехизис в подпольной воскресной школе (легальные воскресные школы появились только в 1990 году). Мы собирались на квартире в Москве, туда приводили детей, и в одной группе могли быть ученики от 4-х до 16-ти лет, надо было как-то суметь преподавать катехизис».
В 1989 году окончил среднюю школу в Москве. С 1989 по 1991 год учился в Московском государственном историко-архивном институте (МГИАИ). По собственному признанию: «в этот институт тянулись все прогрессивные, свободомыслящие люди, поэтому поступить туда было довольно-таки трудно — 175 человек на место. Я оказался только на заочном отделении, а параллельно, по приглашению своего друга, отправился на приход в Нижегородской епархии Московского патриархата, в деревню. Там я стал учиться и одновременно управлять клиросом, читать, петь. Туда почти никто не приходил, только какие-то старушки <…> Потом я переехал в соседний город Сергач, где тоже служил в храме какое-то время. Тогда на меня впервые обратило внимание местное КГБ, и состоялась первая встреча. <…> КГБ выказало необычайную осведомлённость об обстоятельствах моей жизни на тот момент, показали мне какие-то протестантские брошюры. <…> На следующий день после беседы меня попытались призвать в советскую армию. Началась целая эпопея моего уклонения от призыва. <…> Уклонялся я от службы не потому, что боялся физических страданий <…>, а потому, что я не хочу поклоняться красной звезде, целовать красное знамя, приносить присягу этому государству и прочее. Тогда я впервые начал вести конспиративный образ жизни, скрывался у подпольных монахинь Истинно-Православной Церкви, которые были противницами Московской патриархии».
В 1991 году перешёл в Русскую православную церковь заграницей. С 1991 по 1997 год учился на факультете журналистики МГУ имени М. В. Ломоносова по специальности «церковная журналистика». В 1995—1997 годы возглавлял российское отделение Братства Преподобного Иова Почаевского, верховным руководителем которого был архиепископ Лавр (Шкурла). Обучался в православной духовной семинарии преподобного Иова Почаевского в Мюнхене, которая была закрыта в 1997 году, во время обучения Солдатова на 4-м курсе. В апреле 2001 года вместе с приходом святителя Василия Рязанского в Рязани перешёл из РПЦЗ в РПАЦ.
Является гражданином России. Имеет вид на жительство на Украине. Учился[когда?] в докторантуре Института философии Национальной академии наук Украины.  С апреля 2017 года работает в качестве приглашённого преподавателя в Украинском католическом университете во Львове, где ведёт специальный курс на тему современного российского неканонического (альтернативного) православия. Там же в мае 2017 года проводил семинары — как в одиночку, так и совместно с главой Архиерейского совещания Российской православной автономной церкви епископом Григорием (Лурье). В 2021 году «Релігійна правда» писала о нём: «Сейчас Александр находится в Украине, он самостоятельно выучил украинский и смог читать курс даже в Украинском Католическом Университете», — и характеризовала его как «друга украинской автокефалии».

## Журналистская деятельность
В 1988 году вместе с другом выпустил три номера альманаха «Святая Русь», посвящённого тысячелетию крещения Руси.
В 1991 году, перейдя в РПЦЗ, начал печататься в журнале «Православная Русь». С 1993 года печатался в журнале «Вертоградъ», созданным Православным братством святого апостола Иакова. 25 октября 2003 года на Общем собрании братства был единогласно исключён из Правления Братства, из членов Братства, а также освобождён от обязанностей редактора печатного органа Братства, Православного журнала «Вертоградъ», «за грубое нарушение Устава Братства и норм христианской морали». Ранее он создал а качестве приложения к журналу информационный бюллетень «Вертоградъ-информ», который стал самостоятельным изданием и выходил под его редакцией вплоть до 2010 года
В 1994—1995 годы был автором программы «Религия в современном мире» на радио «Свобода». В 1990-е годы работал корреспондентом в газете «Московские новости» (до 2005 года), затем перешёл в журнал «Огонёк», где печатался до 2009 года, публиковался альманахе «Диа-Логос» и «Русском журнале», внештатный обозреватель «Новой газеты» (с июня 2008 года).
2 мая 2002 года создал и возглавил интернет-издание «Информационно-аналитический портал „Портал-Credo.ru“» (с 1 сентября 2018 называется Credo.Press). Был бессменным главой данного сайта до его закрытия в марте 2022 года.

## Критика
В 2012 году Синодальный информационный отдел Московского патриархата выступил с заявлением, в котором критически оценил ряд утверждений Солдатова относительно деятельности и фактов биографии патриарха Московского и всея Руси Кирилла, сделанных им в статье «За что рабу Божьему Кириллу благодарить „раба на галерах“», опубликованной в «Новой газете». Было указано, что материал основан «на использовании слухов и сплетен, непроверенных или не поддающихся проверке утверждений и предвзятых мнений», а ложными являются «утверждения об участии в 1990-е годы Патриарха Кирилла, занимавшего тогда должность председателя Отдела внешних церковных связей Московского Патриархата, в контроле над рядом бизнес-активов в различных отраслях экономики (табачный бизнес, нефтяная промышленность, морепродукты, автомобилестроение)».
В том же году либеральный публицист, радиоведущий и клирик УАПЦ(о) Яков Кротов высказал мнение, что заметки Солдатова «строятся по одной схеме: звонок известному деятелю (непременно настроенному против РПЦ МП), вопрос, как он относится к прозвучавшему в СМИ мнению о возможности выдвижения патриарха в президента — возмущение и негодование опрашиваемого». По мнению Кротова, «ссылки на „СМИ“ — это ссылки исключительно на тексты, которые самим Солдатовым и организованы». Кротов уподобил деятельность Солдатова «журналистскому онанизму»: «сами придумываем „информационный повод“, сами его „обнаруживаем“, сами выясняем мнение людей о нём». Солдатов в ответ написал, что Кротов «сотрудничал с порталом „Credo.Press“, одновременно публикуя довольно странные обвинения портала в „онанизме“».